# U-375 (tàu ngầm Đức)
U-375 là một tàu ngầm tấn công  Lớp Type VII thuộc phân lớp Type VIIC được Hải quân Đức Quốc Xã chế tạo trong Chiến tranh Thế giới thứ hai. Nhập biên chế năm 1941, nó dành toàn bộ quãng đời hoạt động để phục vụ tại khu vực Địa Trung Hải, thực hiện được mười chuyến tuần tra và đánh chìm hoặc gây tổn thất toàn bộ cho chín tàu buôn với tổng tải trọng 14.378 GRT, đồng thời gây hư hại cho một tàu chiến tải trọng 2.650 tấn. U-375 bị mất tích trong chuyến tuần tra cuối cùng ở vị trí về phía Nam Sicilia từ ngày 25 tháng 7, 1943 mà không rõ nguyên nhân.

## Thiết kế và chế tạo

### Thiết kế

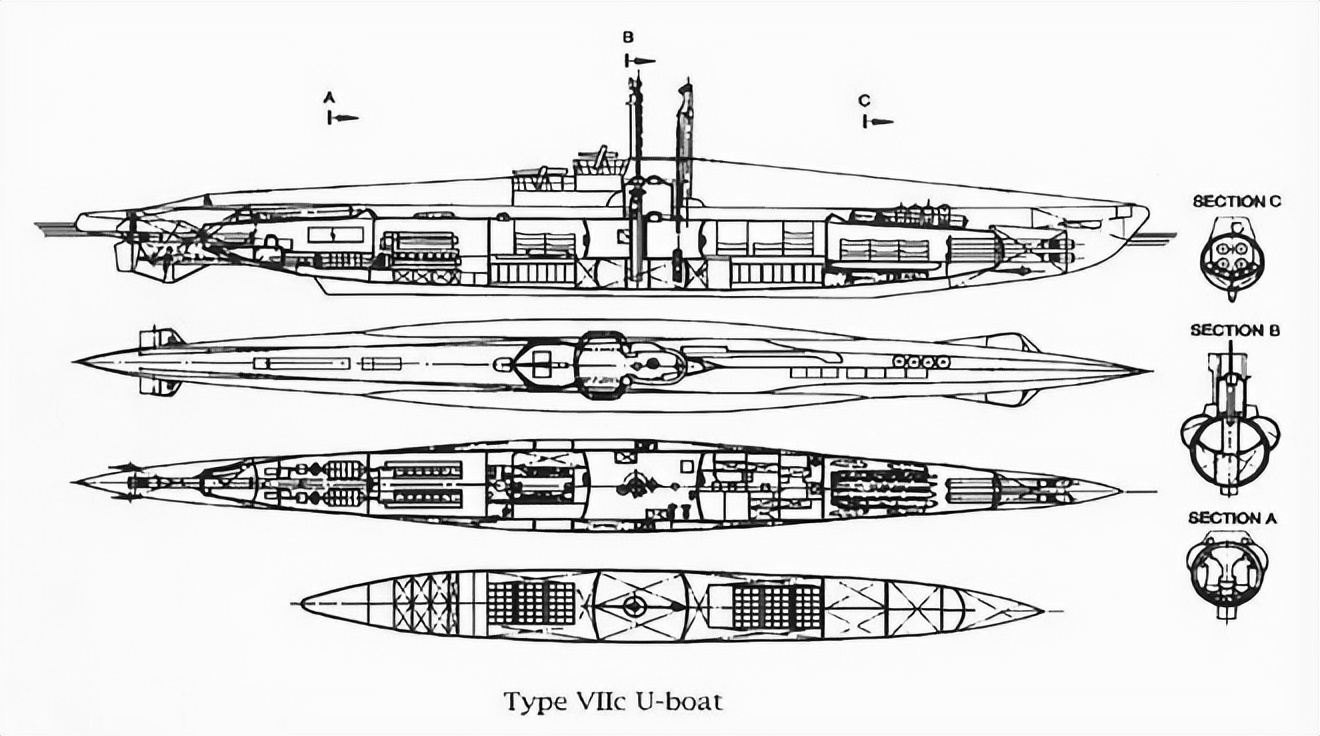
Sơ đồ các mặt cắt một tàu ngầm Type VIIC

Phân lớp VIIC của Tàu ngầm Type VII là một phiên bản VIIB được kéo dài thêm. Chúng có trọng lượng choán nước 769 t (757 tấn Anh) khi nổi và 871 t (857 tấn Anh) khi lặn). Con tàu có chiều dài chung 67,10 m (220 ft 2 in), lớp vỏ trong chịu áp lực dài 50,50 m (165 ft 8 in), mạn tàu rộng 6,20 m (20 ft 4 in), chiều cao 9,60 m (31 ft 6 in) và mớn nước 4,74 m (15 ft 7 in).
Chúng trang bị hai động cơ diesel Germaniawerft F46 siêu tăng áp 6-xy lanh 4 thì, tổng công suất 2.800–3.200 PS (2.100–2.400 kW; 2.800–3.200 bhp), dẫn động hai trục chân vịt đường kính 1,23 m (4,0 ft), cho phép đạt tốc độ tối đa 17,7 kn (32,8 km/h), và tầm hoạt động tối đa 8.500 nmi (15.700 km) khi đi tốc độ đường trường 10 kn (19 km/h). Khi đi ngầm dưới nước, chúng sử dụng hai động cơ/máy phát điện Garbe, Lahmeyer & Co. RP 137/c  tổng công suất 750 PS (550 kW; 740 shp). Tốc độ tối đa khi lặn là 7,6 kn (14,1 km/h), và tầm hoạt động 80 nmi (150 km) ở tốc độ 4 kn (7,4 km/h). Con tàu có khả năng lặn sâu đến 230 m (750 ft).
Vũ khí trang bị có năm ống phóng ngư lôi 53,3 cm (21 in), bao gồm bốn ống trước mũi và một ống phía đuôi, và mang theo tổng cộng 14 quả ngư lôi, hoặc tối đa 22 quả thủy lôi TMA, hoặc 33 quả TMB. Tàu ngầm Type VIIC bố trí một hải pháo 8,8 cm SK C/35 cùng một pháo phòng không 2 cm (0,79 in) trên boong tàu. Thủy thủ đoàn bao gồm 4 sĩ quan và 40-56 thủy thủ.

### Chế tạo
U-375 được đặt hàng vào ngày 16 tháng 10, 1939, và được đặt lườn tại xưởng tàu của hãng Howaldtswerke ở Kiel vào ngày 14 tháng 3, 1940. Nó được hạ thủy vào ngày 7 tháng 6, 1941, và nhập biên chế cùng Hải quân Đức Quốc Xã vào ngày 19 tháng 7, 1941 dưới quyền chỉ huy của Hạm trưởng, Đại úy Hải quân Jürgen Koenenkamp.

## Lịch sử hoạt động

### 1941
Sau khi hoàn tất việc huấn luyện trong thành phần Chi hạm đội U-boat 5, U-375 được điều sang Chi hạm đội U-boat 3 từ ngày 1 tháng 11, 1941. 

#### Chuyến tuần tra thứ nhất
U-375 khởi hành từ cảng Kiel vào ngày 12 tháng 11 cho chuyến tuần tra đầu tiên trong chiến tranh, với mục đích sẽ vòng qua quần đảo Anh về phía Bắc Scotland và Ireland nhằm xâm nhập Địa Trung Hải. Vào ngày 6 tháng 12, trong khi tìm cách vượt qua eo biển Gibraltar, chiếc tàu ngầm bị lực lượng chống ngầm Hải quân Hoàng gia Anh giăng bẫy; nó buộc phải rút lui và chỉ băng qua eo biển này thành công ba ngày sau đó. Đến ngày 16 tháng 12, một thủy phi cơ không rõ nhận dạng đã thả bảy quả mìn sâu tấn công U-375, buộc con tàu phải lặn khẩn cấp để ẩn nấp, nhưng nó không bị hư hại. Chiếc U-boat đi đến cảng La Spezia, Ý vào ngày 26 tháng 12.

### 1942
U-375 gia nhập Chi hạm đội U-boat 29 từ ngày 1 tháng 1, 1942 để hoạt động tại khu vực Địa Trung Hải. 

#### Chuyến tuần tra thứ hai
Sau khi di chuyển từ La Spezia đến Messina, Sardegna vào giữa tháng 1, U-375 khởi hành từ đây vào ngày 15 tháng 1 cho chuyến tuần tra thứ hai, và hoạt động tại khu vực Đông Địa Trung Hải ngoài khơi bờ biển Libya. Tại đây vào ngày 5 tháng 2, nó bị hại bởi mìn sâu thả bởi một đội đặc nhiệm tìm-diệt tàu ngầm, nên buộc phải chất dứt chuyến tuần tra và quay trở lại La Spezia năm ngày sau đó.

#### Chuyến tuần tra thứ ba
Sau đó chiếc U-boat có chuyến tuần tra ngắn từ ngày 27 tháng 4 đến ngày 6 tháng 5 để hoạt động dọc bờ biển Bắc Phi ngoài khơi Algérie. Vào ngày 2 tháng 5, trong khi cùng tàu ngầm U-74 tìm cách trợ giúp cho tàu ngầm U-573 bị không kích đánh hỏng, U-375 bị một thủy phi cơ PBY Catalina thuộc Liên đội 202 Anh xuất phát từ Gibraltar phát hiện ở vị trí 55 nmi (102 km) về phía Đông Cartagena, Tây Ban Nha. Chiếc PBY thả bảy quả mìn sâu tấn công, rồi thông báo tọa độ cho các tàu khu trục Anh HMS Wishart và HMS Wrestler tiếp tục truy lùng. U-375 không bị hư hại bởi cuộc không kích, nhưng U-74 bị các tàu chiến Anh đánh chìm. Đến 22 giờ 30 phút, Wishart dò thấy U-375 và đã thả 13 quả mìn sâu tấn công trong hai đợt, nhưng chiếc tàu ngầm một lần nữa thoát được mà không bị hư hại.

#### Chuyến tuần tra thứ tư
U-375 xuất phát từ cảng La Spezia vào ngày 29 tháng 6 cho chuyến tuần tra thứ tư, và hoạt động tại khu vực Đông Địa Trung Hải ngoài khơi Ai Cập và Palestine. Ngoài khơi Palestine vào ngày 6 tháng 7, nó phóng ngư lôi đánh chìm tàu buôn Na Uy Hero 1.376 GRT tại tọa độ 32°23′B 34°35′Đ / 32,383°B 34,583°Đ, khiến 30 người trong tổng số 43 người trên tàu thiệt mạng. Sau đó vào ngày 30 tháng 7, chiếc tàu ngầm dùng hải pháo đánh chìm hai thuyền buồm Ai Cập Amina 87 GRT và Ikbal 176 GRT ở vị trí khoảng 110 nmi (200 km) về phía Nam đảo Cyprus. U-375 kết thúc chuyến tuần tra tại đảo Salamis, Hy Lạp vào ngày 3 tháng 8.

#### Chuyến tuần tra thứ năm
Chuyến tuần tra thứ năm của U-375 bắt đầu từ Salamis vào ngày 22 tháng 8, khi nó hoạt động tại khu vực Đông Địa Trung Hải ngoài khơi Palestine và Liban. Ở vị trí về phía Tây Bắc Port Said, Ai Cập vào ngày 26 tháng 8, nó tấn công Đoàn tàu LW-38 và gây tổn thất toàn bộ cho chiếc tàu buôn Anh Empire Kumari 6.288 GRT. Sau đó từ ngày 3 đến ngày 6 tháng 9, chiếc U-boat dùng hải pháo đánh chìm các thuyền buồm Palestine Miriam 38 GRT, Arnon 558 GRT, Salina 108 GRT và thuyền buồm Ai Cập Turkian 113 GRT. Con tàu kết thúc chuyến tuần tra khi đi đến cảng Pola, Ý (nay là Pula thuộc Croatia) vào ngày 29 tháng 9.

#### Chuyến tuần tra thứ sáu
Trong chuyến tuần tra tiếp theo, xuất phát từ Pola và kết thúc tại La Spezia và diễn ra từ ngày 14 tháng 11 đến ngày 23 tháng 12, U-375 quay trở lại hoạt động dọc bờ biển Bắc Phi ngoài khơi Algérie. Lúc 17 giờ 05 phút ngày 1 tháng 12, nó phóng một loạt bốn quả ngư lôi tấn công tàu tuần dương rải mìn HMS Manxman (2.650 tấn), đánh trúng hai quả và khiến Manxman nghiêng đến 12 độ, nhưng hai quả ngư lôi phóng bồi thêm đã không trúng đích. Chiếc tàu tuần dương Anh được kéo đến Mers-el-Kebir, rồi đến Gibraltar, và cuối cùng đến Newcastle-upon-Tyne; việc sửa chữa nó kéo dài gần hai năm.

### 1943

#### Chuyến tuần tra thứ bảy, thứ tám và thứ chín
U-375 rời La Spezia vào ngày 4 tháng 2 cho chuyến tuần tra thứ bảy, và đã hoạt động tại vùng biển ngoài khơi Libya. Nó kết thúc chuyến tuần tra tại đảo Salamis vào ngày 2 tháng 3.
Chiếc tàu ngầm lại rời Salamis vào ngày 17 tháng 3 cho chuyến tuần tra tiếp theo, kéo dài cho đến ngày 19 tháng 4. Nó trở lại hoạt động dọc bờ biển Bắc Phi ngoài khơi Algérie, và khi kết thúc đã đi đến cảng Toulon ở miền Nam nước Pháp.
U-375 xuất phát từ Toulon vào ngày 27 tháng 6 cho chuyến tuần tra thứ chín, để lại hoạt động dọc bờ biển Bắc Phi ngoài khơi Algérie cho đến ngày 7 tháng 7. Lúc 21 giờ 40 phút ngày 4 tháng 7, nó phóng một loạt bốn quả ngư lôi tấn công Đoàn tàu KMS-18B, đánh chìm được chiếc tàu buôn Anh St. Essylt 5.634 GRT ở vị trí khoảng 20 nmi (37 km) về phía Tây Bắc Ténès, Algérie; chỉ có bốn người thiệt mạng trong tổng số 401 người có mặt trên tàu.

#### Chuyến tuần tra thứ mười – Mất tích
Xuất phát từ cảng Toulon vào ngày 10 tháng 7 cho chuyến tuần tra thứ mười, cũng là chuyến cuối cùng, U-375 hoạt động trong Địa Trung Hải về phía Nam Sicilia. Nó báo cáo về căn cứ lần sau cùng vào ngày 25 tháng 7 khi đang đối phó với tàu bè Đồng Minh tham gia cuộc đổ bộ lên Sicilia, tại tọa độ 36°39′B 14°18′Đ / 36,65°B 14,3°Đ, và sau đó hoàn toàn mất tích. Chiếc tàu ngầm được cho là đã mất với toàn bộ 46 thành viên thủy thủ đoàn trên tàu.
Trước đây U-375 được tin là đã bị đánh chìm do trúng mìn sâu thả từ tàu săn ngầm Hoa Kỳ PC-624 vào ngày 30 tháng 7,  1943 trong Địa Trung Hải về phía Tây Bắc Malta, tại tọa độ 36°40′B 12°28′Đ / 36,667°B 12,467°Đ. Tuy nhiên cuộc tấn công này thật ra nhắm vào chiếc tàu ngầm Ý Velella, nhưng không gây ra hư hại gì.

### Tóm tắt chiến công
U-375 đã đánh chìm hoặc gây tổn thất toàn bộ cho chín tàu buôn với tổng tải trọng 14.378 GRT, đồng thời gây hư hại cho một tàu chiến tải trọng 2.650 tấn:
| Ngày             | Tên tàu       | Quốc tịch              | Tải trọng | Số phận          |
| ---------------- | ------------- | ---------------------- | --------- | ---------------- |
| 6 tháng 7, 1942  | Hero          | Norway                 | 1.376     | Bị đánh chìm     |
| 30 tháng 7, 1942 | Amina         | Egypt                  | 87        | Bị đánh chìm     |
| 30 tháng 7, 1942 | Ikbal         | Egypt                  | 176       | Bị đánh chìm     |
| 26 tháng 8, 1942 | Empire Kumari | United Kingdom         | 6.288     | Tổn thất toàn bộ |
| 3 tháng 9, 1942  | Miriam        | Mandatory Palestine    | 38        | Bị đánh chìm     |
| 3 tháng 9, 1942  | Arnon         | Mandatory Palestine    | 558       | Bị đánh chìm     |
| 3 tháng 9, 1942  | Salina        | Mandatory Palestine    | 108       | Bị đánh chìm     |
| 6 tháng 9, 1942  | Turkian       | Egypt                  | 113       | Bị đánh chìm     |
| 1 tháng 12, 1942 | HMS Manxman   | Hải quân Hoàng gia Anh | 2.650     | Bị hư hại        |
| 4 tháng 7, 1943  | St. Essylt    | United Kingdom         | 5.634     | Bị đánh chìm     |